# Лесіни-Великі
Лесіни-Великі (пол. Lesiny Wielkie, нім. Groß Leschienen) — село в Польщі, у гміні Вельбарк Щиценського повіту Вармінсько-Мазурського воєводства.
Населення — 146 осіб (2011).

## Демографія
Демографічна структура станом на 31 березня 2011 року:
|          | Загалом | Допрацездатний вік | Працездатний вік | Постпрацездатний вік |
| -------- | ------- | ------------------ | ---------------- | -------------------- |
| Чоловіки | 80      | 20                 | 50               | 10                   |
| Жінки    | 66      | 14                 | 37               | 15                   |
| Разом    | 146     | 34                 | 87               | 25                   |